# Niccolò Paganini
Niccolò Paganini, italijanski violinist, violist, kitarist, dirigent in skladatelj, * 27. oktober 1782, Genova, Genovska republika (v današnji Italiji), † 27. maj 1840, Nica, Julijska monarhija (Francija).
Paganini je eden največjih violinistov vseh časov, njegovo ime se je skoraj spremenilo v legendo. Njegov vpliv na razvoj violinske izvajalske tehnike je brez primere.

## Življenje
Paganini se je rodil v Genovi, kot sin pristaniškega delavca, ki je oboževal glasbo. S petimi leti se je začel učiti igranja na mandolino pri svojem očetu (Antonio Paganini), s sedmimi je začel igrati violino pri učitelju Giovanniju Servettu, kasneje pri kapelniku Giacomu Costi. Prvič je kot violinist javno nastopil z enajstimi leti. V tem času je začel tudi komponirati. Bil je na turneji po Lombardiji in se pri šestnajstih vrnil v Genovo. Ker se je želel otresti očetovega skrbništva, se je naselil v Lucci v Toskani. 
Do dvajsetega leta je živel razuzdano, vdajal se je pijači in igral igre na srečo. Njegovo kariero je rešila neznana plemkinja, ki ga je odpeljala na svoje posestvo, kjer je ostal tri leta in naprej vadil violino. Leta 1804 jo je zapustil in se vrnil v Genovo, kjer je eno leto študiral violino in kompozicijo. Leta 1805 je začel hoditi na koncertna gostovanja. 
Ker je bil odkrito naklonjen revoluciji, ga je Eliza Bonaparte, Napoleonova sestra, leta 1805 postavila za glasbenega direktorja in vodjo opernega orkestra v Lucci. Službo je zapustil leta 1809.
Kmalu je osvojil najpomembnejše evropske odre, koncertiral je v Milanu, na Dunaju, v Parizu, Londonu itd. Igral je na Guarnerijevo violino, imenovano Il Cannone, ki naj bi si jo priigral med stavo. Njegova fizična in dinamična sposobnost mu je omogočala, da je izumljal nove in nove tehnične težave pri izvedbi, skoraj nikoli se ni zmotil, med igranjem pa je z violino izvajal tudi razne trike.
Paganini pa ni samo nastopal. Ukvarjal se je tudi s tremi tehničnimi problemi: 
- kako uporabiti samo eno struno za izražanje glasbene podobe,
- kako spraviti več strun v medsebojno tekmovanje tako, da vsaka dobi lastno izrazno vrednost in
- kako združiti štiri strune v homogen tok.

Leta 1818 je založba Rocordi izdala Paganinijeve Capriccie za solo violino, ki so predstavljali nedosegljivo raven violinske tehnike. Paganini jih je napisal zato, da bi dokumentiral tehnične iznajdbe, ki jih je preskušal med študijem violine. Paganinijeva violinska tehnika je bila tudi zadeva njegove fleksibilnosti. Imel je namreč izjemno dolge prste in je bil sposoben igrati tri oktave v štirih nizih, kar je izredno težko celo po današnjih merilih. Njegov videz bi bil lahko posledica Marfanovega sindroma.
Kot dirigent je leta 1821 v Rimu vodil orkester na premieri Rossinijeve opere Matilde di Shabran. 
Zaradi razuzdanega življenja so mu že leta 1822 ugotovili sifilis in je zato užival živo srebro in opij. To je še poslabševalo njegovo zdravstveno stanje.
Leta 1828 je pričel koncertirati tudi v tujini. Začel je avgusta 1828 na Dunaju. Pet let je bil na turneji in obiskal vse dežele habsburškega cesarstva, Nemčijo, Francijo (februarja 1831 v Strasbourgu) in Anglijo. V septembru 1834 je Paganini končal svojo koncertno kariero in se vrnil v Genovo. Imel je že tuberkulozo.
Leta 1835 se je Paganini vrnil v Parmo in se zaposlil pri nadvojvodinji Mariji Louisi Avstrijski, Napoleonovi drugi ženi. Bil je zadolžen za reorganizacijo dvornega orkestra. Reorganizaciji so nasprotovali igralci in šli celo na sodišče, tako da njegova vizija ni bila nikoli uresničena.
Leta 1836 se je Paganini vrnil v Pariz in ustanovil igralnico. Finančno je propadel in je na dražbi prodal svoje osebne predmete, vključno s svojimi glasbili in tako poplačal dolgove. Ob božiču leta 1838 je odšel v Marseille in po kratkem bivanju odpotoval v Nico, ker se je njegovo zdravstveno stanje poslabšalo. Bruhal je kri in po nekaj mesecih zaradi notranjih krvavitev 27. maja 1840 umrl. Po silnih zapletih s cerkvenimi oblastmi (ni opravil zadnjih zakramentov), so ga šele dvajset let po smrti (1876) pokopali v Parmi.
Paganini se je le enkrat resneje zapletel in to s pevko z imenom Antonia Bianchi iz Coma, ki jo je leta 1813 srečal v Milanu. Skupaj sta koncertirala po vsej Italiji. Rodil se jima je sin, Ahil Cyrus Alexander, rojen 23. julija 1825 v Palermu in krščen v San Bartolomeu. Paganini ga ni nikoli posvojil, njuna zveza se je končala aprila 1828 na Dunaju. Paganini je Ahila jemal na svoje evropske turneje. Ahil je tudi spremljal svojega očeta do njegove smrti. Je imel ključno vlogo pri spopadanju z oblastmi glede očetovega pokopa v letih po njegovi smrti.
Skomponiral je 6 violinskih koncertov, mnogo sonat, capriccijev in drugo komorno glasbo za godala.

## Priznanja
Izvoljen je bil za častnega člana Filharmonične družbe v Ljubljani.

## Umetniška dela, ki se zgledujejo po Paganiniju (izbor)
- Franz Liszt - Grandes Études de Paganini (1851)
- Johannes Brahms - Paganini variacije (1862-63), 2 zvezka, za klavir solo
- Sergej Rahmaninov - Variacije na Paganinijevo temo op. 43 (1934) 24 variacij za klavir in orkester
- Witold Lutosławski - Paganini variacije (1941), za 2 klavirja, kasneje aranžma za klavir in orkester
- George Rochberg - Caprice Variations (1970), 50 variacij za violino solo
- Andrew Lloyd Webber - variacije za čelo in orkester (sprva komponirane za čelo in rock-skupino)

Paganinija so upodabljali tako v filmih kot na televiziji. Med drugimi je leta 1989 nemški igralec Klaus Kinski portretiral Paganinija v filmu Kinski Paganini.

## V njegov spomin
V Paganinijev spomin se v Genovi od leta 1954 odvija mednarodno violinsko tekmovanje imenovano Premio Paganini.
Leta 1972 je država Italija kupila veliko zbirko Paganinijevih rokopisov iz knjižnice HEYER W. Kölna. Sedaj so shranjeni v Biblioteca Casanatense v Rimu.
Leta 1982 je mesto Genova naročilo tematski katalog Paganinijeve glasbe, ki sta ga uredili Maria Rosa Moretti in Anna Sorrento, od tod kratica »MS«.
Po njem so poimenovali asteroid 2859 Paganini, ki ga je leta 1978 odkril sovjetski astronom Nikolaj Černih.